# Déli hegyisáska
A déli hegyisáska (Odontopodisma decipiens) a sáskafélék családjába tartozó, Európában honos sáskafaj.

## Megjelenése

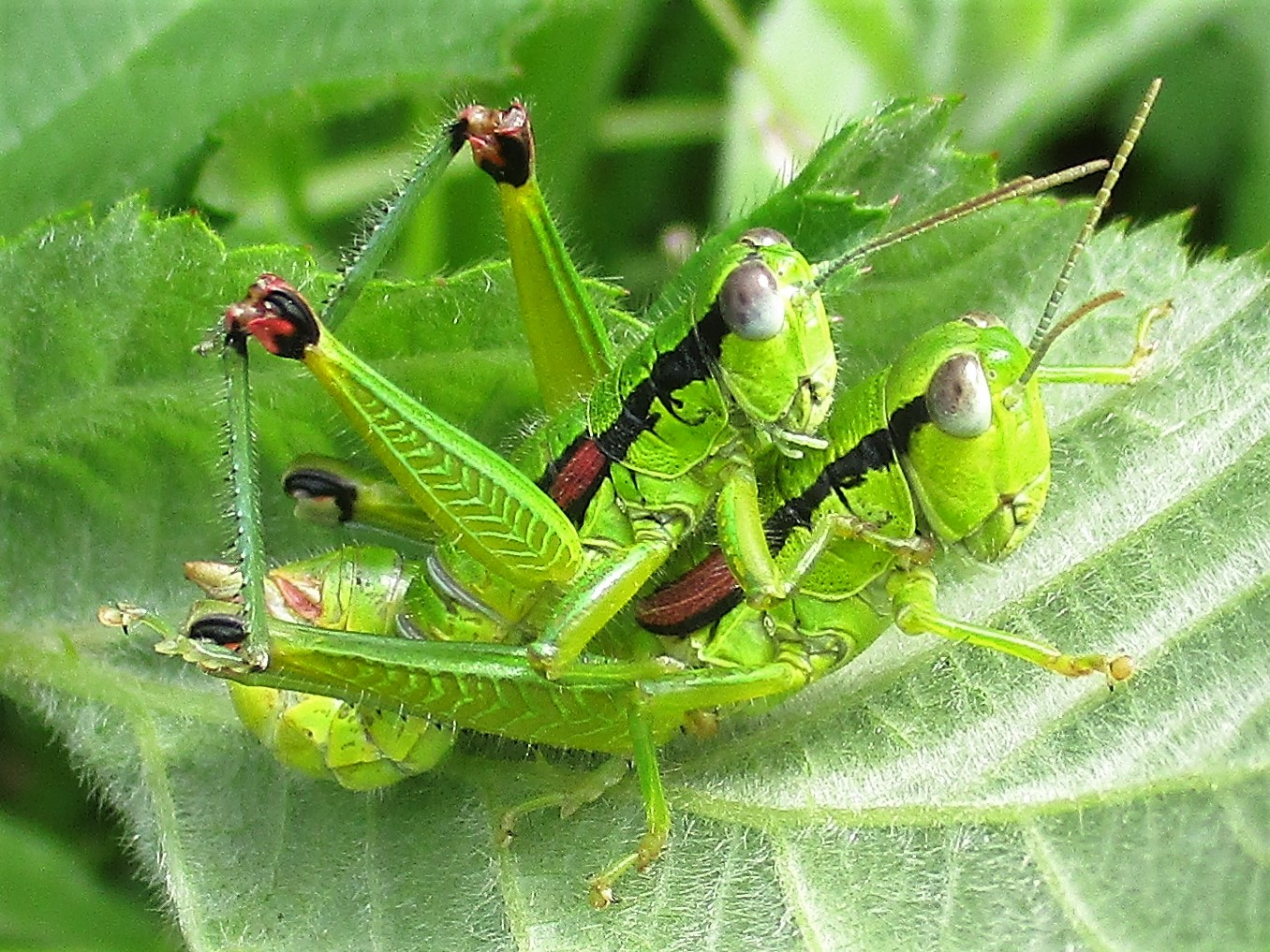
Sáskapár

A déli hegyisáska testhossza a hím esetében 14-18 mm, a nőstény 16-24 mm. Közepes termetű sáska. Színe élénkzöld. A szemei mögött vékony fekete csík húzódik a torpajzson át a szárnyig. Szárnya csökevényes, pikkelyszerű, színe élénk sötétrózsaszín vagy borvörös, pereme fekete. A potroh vége is rózsaszínű-vörös, a hátsó comb alja sárgás, a térd fekete az oldalán egy-egy ibolyaszínű folttal. A csápok töve türkizkék.
Nem ciripel és nem ismert más hangadási módja sem. 

### Hasonló fajok
A közeli rokon erdélyi hegyisáska és a Schmidt-hegyisáska nagyon hasonlít hozzá, az ivarszerveik alapján lehet őket elkülöníteni. A smaragdzöld sáskával is összetéveszthető. 

## Elterjedése
Európában honos, a Déli-Alpokban (Észak-Olaszország és Dél-Svájc), valamint a Kárpát-medencében és a Balkánon, egészen a Fekete-tengerig. Magyarországon a Dunántúlon ismertek lokális állományai (pl. Dráva-mellék, Mecsek, Villányi-hegység, Szekszárd, Somogy (Barcsi borókás, Zselic), Soproni-hegység, Sümeg környéke, Szt. György-hegy), ahol helyenként akár gyakori is lehet.

## Életmódja
Félárnyékos-napos bozótosokban, erdőszéleken, tisztásokon, szedresekben, ligeterdőkben él. Többnyire a bokrokon tartózkodik és azok leveleivel táplálkozik, csak ritkán található a gyepszinten.    
Kifejlett egyedeivel júniustól októberig találkozhatunk. Az áttelelő petékből május elején kelnek ki a lárvák, amelyek ötször vedlenek. 
Magyarországon nem védett.